# St. Paul (Offenbach am Main)

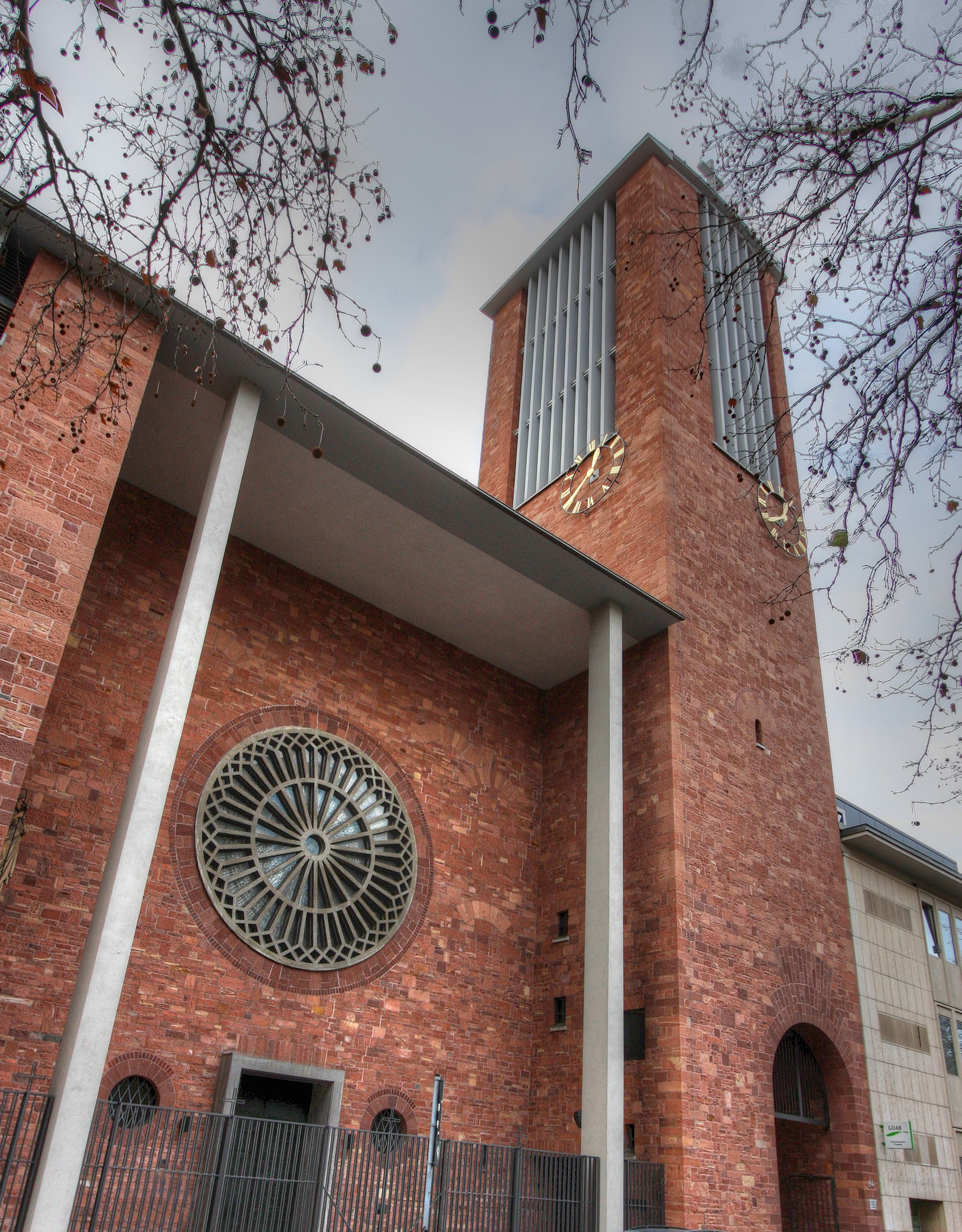
Die katholische Filialkirche St. Paul in Offenbach am Main

Die römisch-katholische Filialkirche St. Paul ist ein im Stil der Moderne errichtetes Kirchengebäude in der Innenstadt von Offenbach am Main. Die Saalkirche steht unter dem Patrozinium des Paulus von Tarsus und gehört zur Pfarrei St. Franziskus Offenbach in der Region Mainlinie im Bistum Mainz.

## Geschichte

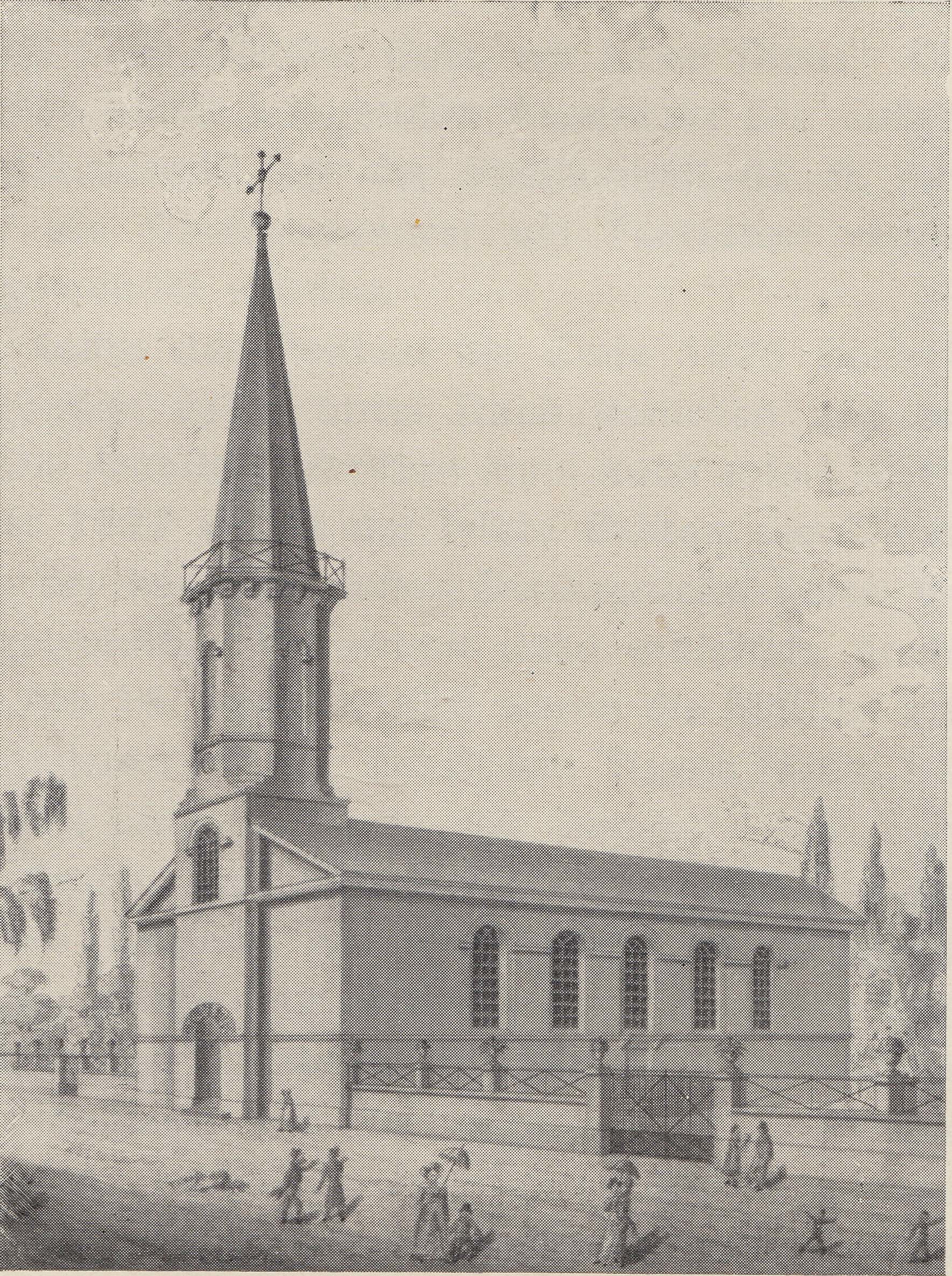
Klassizistischer Vorgängerbau von 1828

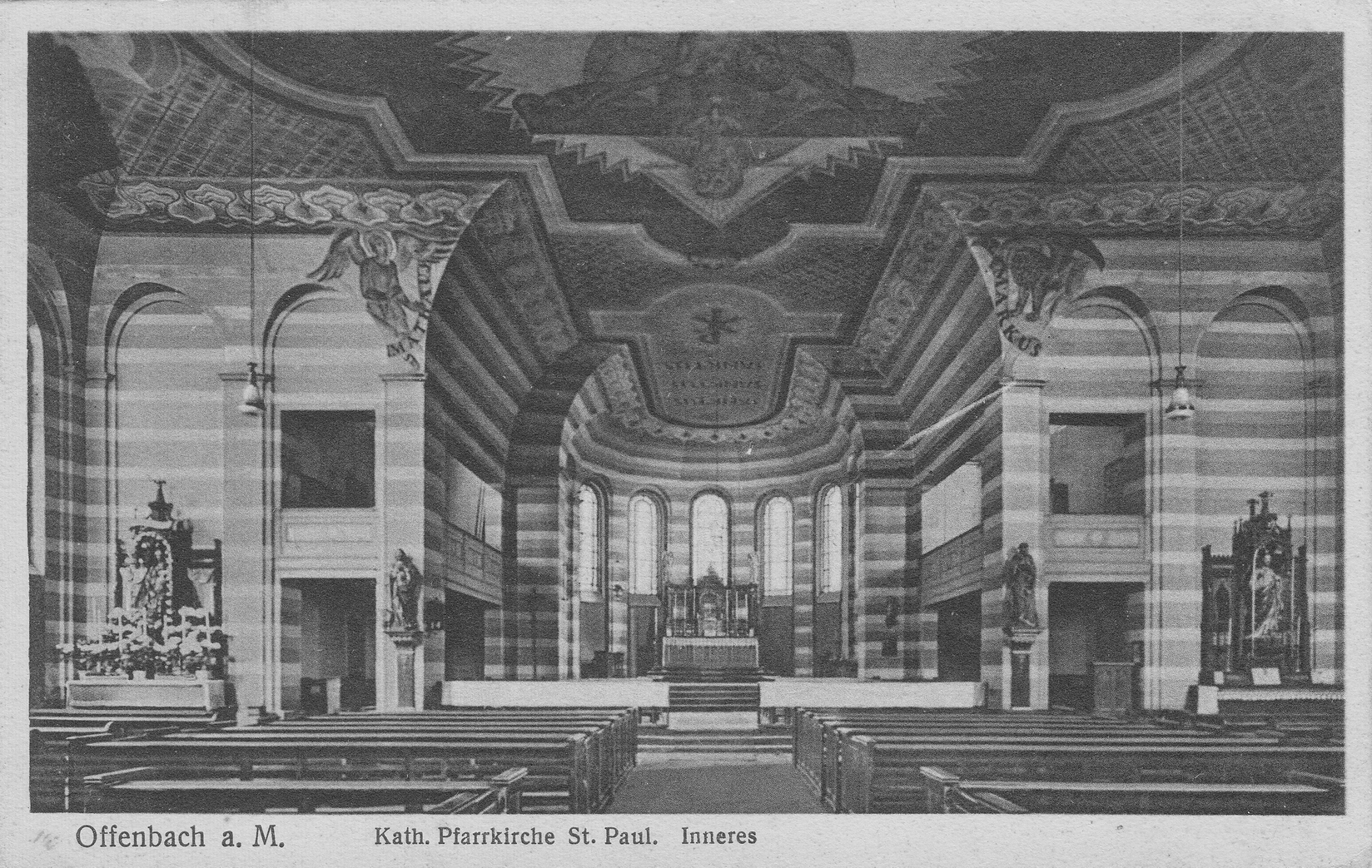
Innenraum der klassizistischen Saalkirche

Die Pfarrgemeinde St. Paul wurde 1798 als erste katholische Pfarrei in Offenbach nach Einführung der Reformation gegründet. In den Anfangsjahren feierten die katholischen Gläubigen ihre Gottesdienste in der evangelischen Stadtkirche und der Kapelle des Isenburger Schlosses, bis mit der Fertigstellung der Kirche St. Paul im Jahr 1828 ein eigenes Gotteshaus geschaffen werden konnte. Der Kirchenneubau war von 1826 bis 1828 im Stil des Klassizismus nach Plänen des Darmstädter Landesbaumeisters Georg Lerch errichtet worden.
Im Zweiten Weltkrieg wurde St. Paul fast vollständig zerstört. Nach Kriegsende wurden die baulichen Reste abgetragen und an gleicher Stelle ein Neubau im Stil der Moderne errichtet, der nach Plänen von Carl Müller ausgeführt und 1953 fertiggestellt wurde.

## Orgel
Die heutige Orgel der Kirche wurde 1995 vom Orgelbauunternehmen Oberlinger in Windesheim angefertigt. Das Instrument verfügt über 40 Register auf drei Manualen und Pedal. Seine Disposition lautet:
| I Rückpositiv C–g3 |               |       |
| 1.                 | Flaut Travers | 08’   |
| 2.                 | Copula        | 08’   |
| 3.                 | Principal     | 04’   |
| 4.                 | Spitzflöte    | 04’   |
| 5.                 | Doublette     | 02’   |
| 6.                 | Larigot       | 1 ⁄3’ |
| 7.                 | Cymbel IV     | 01’   |
| 8.                 | Cromorne      | 08’   |
|                    | Tremulant     |       |

| II Hauptwerk C–g3 |                  |       |
| 9.                | Principal        | 16’   |
| 10.               | Octave           | 08’   |
| 11.               | Flute Harmonique | 08’   |
| 12.               | Rohrflöte        | 08’   |
| 13.               | Octave           | 04’   |
| 14.               | Gedacktflöte     | 04’   |
| 15.               | Quinte           | 2 ⁄3’ |
| 16.               | Octave           | 02’   |
| 17.               | Mixtur V         | 1 ⁄3’ |
| 18.               | Cornett V        | 08’   |
| 19.               | Trompete         | 08’   |

| III Schwellwerk C–g3 |                      |        |
| 20.                  | Bourdon              | 016’   |
| 21.                  | Holzprincipal        | 08’    |
| 22.                  | Bourdon              | 08’    |
| 23.                  | Salicional           | 08’    |
| 24.                  | Voix celeste         | 08’    |
| 25.                  | Prestant             | 04’    |
| 26.                  | Flute octaviante     | 04’    |
| 27.                  | Nazard               | 2 ⁄3’  |
| 28.                  | Octavin              | 02’    |
| 29.                  | Tierce               | 1 3⁄5’ |
| 30.                  | Plein jeu V          | 02’    |
| 31.                  | Trompette harmonique | 08’    |
| 32.                  | Hautbois             | 08’    |
| 33.                  | Clairon harmonique   | 04’    |
|                      | Tremulant            |        |

| Pedal C–f1 |               |     |
| 34.        | Principalbass | 16’ |
| 35.        | Subbass       | 16’ |
| 36.        | Octavbass     | 08’ |
| 37.        | Gedacktbass   | 08’ |
| 38.        | Choralbass    | 04’ |
| 39.        | Posaune       | 16’ |
| 40.        | Trompete      | 8’  |

- Koppeln: I/II, III/II, III/I, I/P, II/P, III/P

## Geläut
Die Filialkirche St. Paul besaß im Laufe ihrer Geschichte vier verschiedene Geläute:
| Gussjahr | Gießerei                        | Disposition         | Anmerkungen | Ref.              |
| -------- | ------------------------------- | ------------------- | --- | ----------------- |
| 1828     | Alexander Hallein, Würzburg     | ?                   | | [ 4 ]             |
| 1872     | Georg Hamm, Frankenthal (Pfalz) | g′ b′ c″ d″         | Im Ersten Weltkrieg zur Metallgewinnung eingeschmolzen.                                                                               | [ 5 ]             |
| 1924     | Karl Hamm, Regensburg           | fis′ a′ h′ cis″     | Im Zweiten Weltkrieg zur Metallgewinnung eingeschmolzen.                                                                              | [ 6 ]             |
| 1956/57  | F. W. Schilling, Heidelberg     | cis′ dis′ fis′ gis′ | Heutiges Geläut, bestehend aus den vier Glocken „Christus König“ (cis′), „Maria Königin“ (dis′), „Michael“ (fis′) und „Josef“ (gis′). | [ 7 ] [ 8 ] [ 9 ] |